# Jerry West (författare)
Jerry West var en pseudonym för den amerikanske barnboksförfattaren Andrew E. Svenson (1910-1975, död i prostatacancer). Han var medlem av Stratemeyersyndikatet och skrev bl.a. några volymer i serien Bröderna Hardy under pseudonymen F.W. Dixon. Men han skapade också egna bokserier; mest känd är barndeckarna om Festliga Franssons (orig. The Happy Hollisters), som Svenson alltså skrev och gav ut som "Jerry West", och vars huvudpersoner i mångt och mycket var porträtterade på Svensons egna barn.
Som namnet antyder var Andrew Svenson svenskättling.